# ويليام إم. هوبي
ويليام إم. هوبي (بالإنجليزية: William M. Hobby)‏ هو ضابط أمريكي، ولد في 27 يوليو 1899 في سيلفانيا في الولايات المتحدة، وتوفي في 13 نوفمبر 1942 في المحيط الهادئ.